# Дель Валье Альенде, Хайме
Хайме дель Валье Альенде  (исп. Jaime del Valle Alliende; 2 июля 1931, Сантьяго, Чили — 29 августа 2016) — чилийский дипломат и государственный деятель, министр иностранных дел Чили (1983—1987).

## Биография
Родился в семье адвоката. Окончил юридический факультет Католического университета Чили.
В 1958—1964 годах занимал пост заместителя министра юстиции.
С 1970 по 1973 и с 1991 по 1997 год — декан юридического факультета Католического университета Чили. В 1973 году возглавил академический комитет, который пришел к выводу, что на парламентских выборах 1973 года были использованы фальсификации.
В 1973—1974 годах — вице-канцлер, 1974—1975 и 1978—1983 годах — проректор университета. С 1997 до 2008 год возглавлял кафедру процессуального права.
В 1976—1979 годах — исполнительный директор Национального телевидения Чили, в этот период был осуществлен переход от черно-белого к цветному телевидению.
В 1982—1983 годы — председатель Ассоциации юристов Чили.
В феврале-декабре 1983 года — министр юстиции, в 1983—1987 годах — министр иностранных дел Чили. В этот период был окончательно разрешен Конфликт в проливе Бигл, что позволило в 1984 году заключить в Ватикане «Договор о мире и дружбе между Чили и Аргентиной».
С 1999 по 2004 год являлся вице-президентом Национального телевизионного совета.
В 2000-е годы предлагал свою кандидатуру на должность члена Верховного суда, однако она была отклонена президентом Рикардо Лагос.
В августе 2012 года он был удостоен звания почётного профессора Католического университета Чили.